# Charlotte Leitmaier
Charlotte Leitmaier (* 2. März 1910 in Wien, Österreich-Ungarn; † 15. September 1997) war eine österreichische Juristin.

## Leben
Sie promovierte 1933 zur Dr. iur. und studierte mit einer Sondergenehmigung des Wiener Erzbischofs Theodor Innitzer von 1932 bis 1936 katholische Theologie. Der Abschluss des Studiums wurde dennoch vom Dekanat nicht bestätigt, sodass sie nicht zu den Rigorosen und zur Promotion im Fach Katholische Theologie zugelassen wurde; sie konnte lediglich die Lehramtsprüfung ablegen. In der Zeit des Nationalsozialismus (nach dem Anschluss Österreichs) wurde ihr auch die Tätigkeit als Gymnasialprofessorin für Religion verboten, weshalb sie das Lehramt für Latein und Englisch absolvierte.
1948 wurde Leitmaier für das Fach „Kirchenrecht“ habilitiert. 1964 wurde sie zur außerordentlichen Universitätsprofessorin an der Universität Wien ernannt. 1968 wurde sie Nachfolgerin von Willibald Plöchl auf dessen Lehrstuhl für Kanonistik. Auch an der Rechtswissenschaftlichen Fakultät der Universität Wien wurde sie Vorstand des Instituts für Kirchenrecht.
Zwischen 1956 und 1965 lehrte sie auch an der Sommerhochschule der Universität Wien.

## Schriften (Auswahl)
- Die Kirche und die Gottesurteile. Eine rechtshistorische Studie. Wien 1953, OCLC 23041601.
- Der Katholik und sein Recht in der Kirche. Kritisch-konservative Überlegungen. Wien 1971, OCLC 264959922.